# Cuitzián Chiquito
Cuitzián Chiquito är en ort i Mexiko.   Den ligger i kommunen Turicato och delstaten Michoacán de Ocampo, i den södra delen av landet, 240 km väster om huvudstaden Mexico City. Cuitzián Chiquito ligger 763 meter över havet och antalet invånare är 187.
Terrängen runt Cuitzián Chiquito är kuperad, och sluttar österut. Runt Cuitzián Chiquito är det ganska glesbefolkat, med 25 invånare per kvadratkilometer. Närmaste större samhälle är Cuitzián Grande, 11,6 km sydost om Cuitzián Chiquito. I omgivningarna runt Cuitzián Chiquito växer huvudsakligen savannskog.